# Liste der Stolpersteine in Frankfurt-Altstadt
Die Liste der Stolpersteine in Frankfurt am Main führt die vom Künstler Gunter Demnig verlegten Stolpersteine in Frankfurt am Main auf. Die Initiative Stolpersteine in Frankfurt am Main e. V. hat seit November 2003 die Verlegung von ca. 2000 Stolpersteinen, mindestens fünf Kopfsteinen und mindestens vier Stolperschwellen veranlasst. Die Initiative wird von der Stadt Frankfurt sowie von zahlreichen Institutionen, darunter das Jüdische Museum und das Institut für Stadtgeschichte unterstützt.
Die Steine erinnern an Menschen, die während der Zeit des Nationalsozialismus verfolgt, verhaftet, gequält, entrechtet, zur Flucht oder zum Suizid getrieben oder ermordet wurden. An ihrem letzten frei gewählten Wohnort in Frankfurt erinnern die Steine an alle Opfer des Nationalsozialismus: an Juden, Sinti und Roma, politisch Verfolgte, Zeugen Jehovas, Homosexuelle und Zwangsarbeiter, an als „asozial“ gebrandmarkte Menschen und an die Opfer der sogenannten „Euthanasie“-Morde an Kranken und Behinderten.
Im Oktober 2018 verlegte Gunter Demnig in Frankfurt den europaweit siebzigtausendsten Stein.
Die Stadtteile sind nach der Liste der Stadtteile von Frankfurt am Main angelegt. In den nicht gelisteten Stadtteilen liegen bislang keine Stolpersteine.
Über die hinter den Namen der Opfer liegenden Links lässt sich die zugehörige Biographie auf der Homepage der Stadt Frankfurt aufrufen.

## Liste
| Adresse                                                                               | Name                             | Verfolgungsschicksal | Verlegedatum     | Bild vom Stolperstein                      | sonstiger Gedenkstein | Anmerkung |
| ------------------------------------------------------------------------------------- | -------------------------------- | --- | ---------------- | ------------------------------------------ | --------------------- | --------- |
| Battonnstraße 62 · (ehemals: Battonnstraße 48 / Klostergasse 24-26) · Hausrückseite · | Jakob Fischer                    | Jakob Fischer geb. 15.9.1884 Flucht: 1933 Frankreich Internierung: 16.7.1942 Drancy Deportation: 22.7.1942 Auschwitz Tod unbekannt                                                                 | 30. Juni 2025    |                                            |                       |           |
| Battonnstraße 62 · (ehemals: Battonnstraße 48 / Klostergasse 24-26) · Hausrückseite · | Pessia Chaja Clara Fischer       | Pessia Chaja Clara Fischer, geb. Pohorille geb. 28.4.1890 Flucht: 1933 Frankreich Internierung: 16.7.1942 Drancy Deportation: 22.7.1942 Auschwitz Tod unbekannt                                    | 30. Juni 2025    |                                            |                       |           |
| Battonnstraße 62 · (ehemals: Battonnstraße 48 / Klostergasse 24-26) · Hausrückseite · | Naftali Heinrich Fischer         | Naftali Heinrich „Heini“ Fischer geb. 6.4.1916 Flucht: 1933 Frankreich, 1934 Palästina | 30. Juni 2025    |                                            |                       |           |
| Battonnstraße 62 · (ehemals: Battonnstraße 48 / Klostergasse 24-26) · Hausrückseite · | Markus Paul Fischer              | Markus Paul Markus „Max“ Fischer geb. 13.2.1915 Flucht: 1933 Frankreich Internierung: 16.7.1942 Drancy Deportation: 13.7.1942 Auschwitz Tod unbekannt                                              | 30. Juni 2025    |                                            |                       |           |
| Kurt-Schumacher-Straße 45 · (ehem. Allerheilgenstraße 79) ·                           | Friedrich Rohr                   | Friedrich Rohr 30. 3. 1891 Flucht Sep. 1936 Belgien Deportiert 10. Okt. 1942 Zwangsarbeiterlager Cosel / Kozle, Polen Tod                                                                          | 30. Okt. 2024    |                                            |                       |           |
| Kurt-Schumacher-Straße 45 · (ehem. Allerheilgenstraße 79) ·                           | Lina Rohr                        | Lina Rohr geb. Rosenzweig 4. 5. 1898 Flucht Sep. 1936 Belgien Deportiert 10. Okt. 1942 KZ Auschwitz Tod                                                                                            | 30. Okt. 2024    |                                            |                       |           |
| Kurt-Schumacher-Straße 45 · (ehem. Allerheilgenstraße 79) ·                           | Bertold Rohr                     | Bertold Rohr 19. 10. 1918 Flucht Sep. 1936 Belgien Deportiert 10. Okt. 1942 Zwangsarbeiterlager Cosel / Kozle, Polen Tod                                                                           | 30. Okt. 2024    |                                            |                       |           |
| Kurt-Schumacher-Straße 45 · (ehem. Allerheilgenstraße 79) ·                           | Heinz Rohr                       | Heinz Rohr 20. 12. 1921 Flucht Sep. 1936 Belgien Deportiert 10. Okt. 1942 Zwangsarbeiterlager Cosel / Kozle, Polen Tod                                                                             | 30. Okt. 2024    |                                            |                       |           |
| Neue Kräme 31 ·                                                                       | Franziska Geis                   | Franziska Geis geb. Levi geb. 20.5.1902 Deportiert 10.6.1942 Region Lublin tod | 13. Nov 2017     |                                            |                       |           |
| Neue Kräme 31 ·                                                                       | Hermann Geis                     | Hermann Geis geb. 13.09.1887 Deportiert 10.6.1942 Region Lublin tod | 13. Nov 2017     |                                            |                       |           |
| Berliner Straße 32 ·                                                                  | Karl Kipp                        | Karl Kipp geb. 27.9.1902 Haft: 8.12.1939, Verurteilt § 175, 30.6.1940 Diez, 28.1.1942 Flossenbürg Todesdatum: 25.4.1942                                                                            | 22. Juni 2019    |                                            |                       |           |
| Dominikanergasse 7 ·                                                                  | Valentin Born                    | Valentin Born geb. 18.11.1891 Haft: 18.3.1942, 5.5.1942 Verurteilt § 175, Bad Nauheim, 30.5.1942 Diez, 8.9.1943 F-Preungesheim, 10.11.1943 Natzweiler, 29.11.1943 Flossenbürg Todesdatum: 5.3.1945 | 22. Juni 2019    |                                            |                       |           |
| Fahrgasse 6 ·                                                                         | Emil Perlhefter                  | Emil Perlhefter geb. 27.2.1905 Haft 13.11.1938 - 20.2.1939 Deportation Mai 1942 Todesdatum unbekannt                                                                                               | 22. Juni 2017    |                                            |                       |           |
| Fahrgasse 6 ·                                                                         | Elsa Perlhefter                  | Elsa Perlhefter geb. 24.7.1903 Deportation Mai 1942 Todesdatum unbekannt | 22. Juni 2017    |                                            |                       |           |
| Fahrgasse 6 ·                                                                         | Manfred Perlhefter               | Perlhefter geb. 28.11.1936 Deportation Mai 1942 Todesdatum unbekannt | 22. Juni 2017    | \|                                         |                       |           |
| Berliner Straße 72 ·                                                                  | Emma Nohl geb. Rülf              | Emma Nohl geb. Rülf geb. 14.2.1892 Deportation 1943 Auschwitz Tod 3.11.1943 | 12. Mai 2012     | Stolpersteine Berliner Straße 72 Emma Nohl |                       |           |
| Fahrgasse 18–20 ·                                                                     | Josef Strauss                    | Josef Strauss geb. 31.7.1900 Flucht 1937 Frankreich (Drancy) deportiert 25.9.1942 ermordet in Auschwitz                                                                                            | 23. Februar 2006 |                                            |                       |           |
| Fahrgasse 18–20 ·                                                                     | Robert Strauss                   | Robert Strauss geb. 7.7.1896 deportiert 1942 ermordet in Izbica | 23. Februar 2006 |                                            |                       |           |
| Holzgraben 11 ·                                                                       | Franziska Appel geb. Klein       | Franziska Appel geb. Klein geb. 7.9.1884 deportiert 1942 Region Lublin ermordet | 16. Februar 2009 | Stolperstein für Franziska Appel           |                       |           |
| Holzgraben 11 ·                                                                       | Herta Appel                      | Herta Appel geb. 10.12.1913 deportiert 1942 Region Lublin ermordet | 16. Februar 2009 | Stolperstein für Herta Appel               |                       |           |
| Kannengießergasse 6 ·                                                                 | Kunigunde Klein geb. Winterstein | Kunigunde Klein geb. Winterstein geb. 2.3.1884 Verhaftet 1940 Ravensbrück ermordet | 16. Februar 2009 | Stolperstein für Kunigunde Klein           |                       |           |
| Kurt-Schumacher-Straße 35 ·                                                           | Ella Zuntz geb. Joelsohn         | Ella Zuntz geb. Joelsohn geb. 4.3.1895 deportiert 1942 Theresienstadt 1944 Auschwitz ermordet | 07. Mai 2010     | Stolperstein für Ella Zuntz                |                       |           |
| Kurt-Schumacher-Straße 35 ·                                                           | Esther Zuntz                     | Esther Zuntz geb. 6.3.1928 Flucht 1938 Holland Interniert Westerbork deportiert 1943 Sobibor ermordet 29.7.1943                                                                                    | 7. Mai 2010      | Stolperstein für Esther Zuntz              |                       |           |
| Kurt-Schumacher-Straße 35 ·                                                           | Harry Zuntz                      | Harry Zuntz geb. 14.5.1933 deportiert 1942 Theresienstadt 1944 Auschwitz ermordet | 7. Mai 2010      | Stolperstein für Harry Zuntz               |                       |           |
| Kurt-Schumacher-Straße 35 ·                                                           | Karl Zuntz                       | Karl Zuntz geb. 20.5.1897 deportiert 1942 Theresienstadt 1944 Auschwitz ermordet | 7. Mai 2010      | Stolperstein für Karl Zuntz                |                       |           |
| Kurt-Schumacher-Straße 35 ·                                                           | Miriam Zuntz                     | Miriam Zuntz geb. 15.5.1934 deportiert 1942 Theresienstadt 1944 Auschwitz ermordet | 7. Mai 2010      | Stolperstein für Mirjam Zuntz              |                       |           |
| Hinter dem Lämmchen 4 ·                                                               | Jakob Hess                       | Jakob Hess geb. 7.4.1916 Eingewiesen 1934 Heilanstalt Kalmenhof ermordet 19.8.1939 | 25. April 2008   | Stolperstein für Jakob Hess                |                       |           |
| Saalgasse 9 ·                                                                         | Friedel von Halle                | Friedel von Halle geb. 19.4.1917 Deportation unbekannt Tod unbekannt | 21. Juni 2013    | Stolperst saalgasse 9 von halle friedel    |                       |           |
| Saalgasse 9 ·                                                                         | Rosa von Halle                   | Rosa von Halle geb. 28.4.1905 deportiert 24.9.1942 Raasiku Tod unbekannt | 21. Juni 2013    | Stolperst saalgasse 9 von halle rosa       |                       |           |
| Saalgasse 9 ·                                                                         | Siegfried von Halle              | Siegfried von Halle geb. 28.4.1905 deportiert 1942 Region Lublin Tod unbekannt | 21. Juni 2013    | Stolperst saalgasse 9 von halle siegfried  |                       |           |